# 현성민
현성민은 1994년 12월 17일에 태어난 가수이다. 2018년 싱글앨범[조금씩 너에게]로 데뷔하였으며 2020년 [오늘 너의 두 손을 잡고]를 발매하였다 현재는 메이저 가수들의 방송 및 공연 코러스와 작곡 작사가로 활동중이다.

## 주요 기록
- 2018 디지털 싱글 [조금씩 너에게] 발매
- 2020 디지털 싱글 [오늘 너의 두 손을 잡고] 발매

- 2021 연기대상 오프닝공연
- 2022 라포엠 서울 단독콘서트
- 불후의 명곡